# Standing on the Shoulder of Giants
Standing on the Shoulder of Giants ist das vierte Studioalbum der britischen Rockband Oasis aus dem Jahr 2000.

## Entstehung und Veröffentlichung
Die erstveröffentlichung von Standing on the Shoulder of Giants erfolgte am 28. Februar 2000 bei Big Brother Records. Das Album erschien in seiner Originalausführung als CD mit zehn Titeln (Katalognummer: 497430-2). Am 3. Juli 2009 erschien es erstmals als LP-Ausführung (Katalognummer: RKIDLP002X).
Geschrieben wurden die Lieder mit einer Ausnahme von Oasis-Leadgitarristen Noel Gallagher. Das Lied Little James wurde von seinem Bruder Liam Gallagher geschrieben und ist das erste von ihm geschriebene, welches veröffentlicht wurde. Noel Gallagher zeichnete sich zudem, zusammen mit Mark Stent, für die Produktion verantwortlich.

## Vorgeschichte
Mit ihrem letzten Studioalbum Be Here Now waren Oasis noch der Liebling der Medien und der Massen weltweit, doch Anfang des Jahres 1998 entwickelte sich ein gegenläufiger Trend, da sich die Meinung über die Qualität des Albums und das Verhalten der Gallagher-Brüder änderte.
Die immer wiederkehrenden Spannungen zwischen den Brüdern, die physische Belastung der extensiven Touren der letzten Jahre, der jahrelange Drogen- und Alkoholkonsum und die sich zuletzt häufende negative Kritik hinterließen ihre Spuren. Die Motivation, die Band aufrechtzuerhalten, schwand noch zusätzlich, als bekannt wurde, dass Creation Records, Oasis’ Plattenlabel seit den Anfangstagen, bankrott war und an Sony verkauft wurde. 
Noel Gallagher erkannte, dass die Zeit für grundlegende Wechsel gekommen war. Er entsagte den Drogen und suchte neue Inspiration für seine Musik, wofür er sogar nach Thailand reiste. Er sah sich zum ersten Mal in seiner Karriere mit der Tatsache konfrontiert, keine Songs in der Hinterhand zu haben, und musste ein Album inklusive B-Seiten neu schreiben.

## Albumtitel
Der Titel des Albums stammt von einem Zitat von Sir Isaac Newton: „If I can see further than anyone else, it is only because I am standing on the shoulders of giants“ (Wenn ich weiter als jeder sonst sehen kann, liegt es nur daran, dass ich auf den Schultern von Giganten stehe.). Noel Gallagher las dieses Zitat auf einer britischen 2-Pfund-Münze und entschied sofort, das nächste Studioalbum derart zu benennen. Im betrunkenen Zustand schrieb er das Zitat auf die Rückseite einer Zigarettenpackung. Ausgenüchtert las er am nächsten Morgen hingegen „Standing on the Shoulder of Giants – A Bum Title“ (Auf der Schulter von Riesen stehend – ein Arschtitel) anstelle von „Standing on the Shoulders of Giants – Album Title“ (Auf den Schultern von Riesen stehend – Albumtitel). Das Album spielt eine besondere Rolle in der Bandgeschichte, die zu der Zeit vom Abschied von zwei Gründungsmitgliedern der Band, Paul „Bonehead“ Arthurs und Paul „Guigsy“ McGuigan, gesunkener Popularität und einem aus der Not geborenen musikalischen Stilwechsel geprägt ist.

## Aufnahmen
Die Aufnahmen fanden zunächst im Chateau De La Colle Noire in Frankreich sowie in den Londoner Olympic Studios und in (Noel Gallaghers eigenen) Wheeler End Studios zwischen April und August des Jahres 1999 statt. Die Aufnahmen in Frankreich waren durch Streitigkeiten geprägt, die zum Ausstieg der Gründungsmitglieder Paul Arthurs und Paul McGuigan führten. In England nahmen dann die Brüder Gallagher und der Schlagzeuger Alan White in den Londoner Studios mit Hilfe von Gast- und Studiomusikern sowie eines neuen Produzenten, Mark „Spike“ Stent, die meisten Arrangements der Songs – speziell die Instrumentalbeiträge der beiden nun ehemaligen Mitglieder – erneut auf.

## Stil
Dies und Noel Gallaghers Wille den gitarrendominierten Sound des vorherigen Albums gegen einen neuen einzutauschen, sorgten für einen experimentelleren Klang, der mit Electronica und psychedelischen Elementen aufwartet. Der dunkle und melancholische Sound des Albums mitsamt den introspektiven Liedtexten ist eine Abkehr vom typischen Britpop-Stil älterer Oasis-Aufnahmen.
„Who Feels Love?“, beispielsweise, trägt indische Einflüsse, das progressive „Gas Panic!“ und „Go Let It Out“ sind mit elektronischen Effekten wie Drum loops versehen, die die Rhythmen der Lieder sehr abwechslungsreich gestalten. Es finden sich auf fast allen Songs stark präsente Keyboardeinsätze, die, wie im Falle „Little James“, z. T. die Melodieführung übernehmen.

## Titelliste
Alle Lieder wurden von Noel Gallagher geschrieben, Ausnahmen angemerkt.
1. Fuckin’ in the Bushes – 3:18
2. Go Let It Out – 4:38
3. Who Feels Love? – 5:44
4. Put Yer Money Where Yer Mouth Is – 4:27
5. Little James (Liam Gallagher) – 4:15
6. Gas Panic! – 6:08
7. Where Did It All Go Wrong? – 4:26
8. Sunday Morning Call – 5:12
9. I Can See a Liar – 3:12
10. Roll It Over – 6:31

Informationen zu einzelnen Liedern
- „Fuckin’ in the Bushes“ ist im Soundtrack des Films Snatch – Schweine und Diamanten zu hören

## Demos
Ein Bootleg der Demos, die als Vorbereitung für dieses Album aufgenommen wurden, wurde im Januar 2000 lanciert. Die meisten Songs wurden von Noel Gallagher mitsamt ein paar Freunden in seinen Hausstudios Supernova Heights und Wheeler End aufgenommen. Außerdem sind alle Songs, „Little James“ ausgenommen, von Noel gesungen.
Titelliste
1. Carry Us All
2. Who Feels Love?
3. Fuckin’ in the Bushes
4. Little James
5. Gas Panic!
6. Put Yer Money Where Yer Mouth Is
7. Sunday Morning Call
8. I Can See a Liar
9. Go Let It Out
10. Roll It Over
11. Revolution Song
12. Where Did It All Go Wrong?
13. (As Long As They’ve Got) Cigarettes in Hell
14. Just Getting Older
15. Let There Be Love

Zum Zeitpunkt des Leaks waren vier Songs („Carry Us All“, „Revolution Song“, „Just Getting Older“ und „Let There Be Love“) weder auf dem Album noch als B-Seiten. Außer „Revolution Song“, welches vom Autor Paolo Hewitt 1999 in seinem Buch 1999 Forever the People – Six Months on the Road with Oasis erwähnt wurde, waren die Songs völlig unbekannt. Deshalb wurden ihnen hypothetische Titel vergeben, die aus häufig wiederkehrenden Passagen in den Liedtexten abgeleitet wurden. Während „Carry Us All“ und „Just Getting Older“ korrekt geraten wurden, waren die Titel der anderen beiden im Nachhinein falsch. „Revolution Song“ wurde lange Zeit „Solve My Mystery“ und „Let There Be Love“ als „It’s a Crime“ betitelt. „Let There Be Love“ erschien auf Don’t Believe the Truth in einer gegenüber dem Demo stark überarbeiteten Version. In einem Interview mit dem Melody Maker vom 23. Februar 2000 erklärte Noel, dass „Revolution Song“ als Demo vorliegt, jedoch nicht veröffentlicht wurde, weil Blur einen ähnlich klingenden Song zur selben Zeit veröffentlichten. „Revolution Song“ kann also als korrekter Titel erkannt werden.
"Revolution Song" erschien als Bonustitel auf Noel Gallaghers zweiten Soloalbum "Chasing Yesterday".

## Singleauskopplungen
| Jahr | Titel               | Höchstplatzierung, Gesamtwochen, AuszeichnungChartplatzierungen (Jahr, Titel, , Platzierungen, Wochen, Auszeichnungen, Anmerkungen) | Höchstplatzierung, Gesamtwochen, AuszeichnungChartplatzierungen (Jahr, Titel, , Platzierungen, Wochen, Auszeichnungen, Anmerkungen) | Höchstplatzierung, Gesamtwochen, AuszeichnungChartplatzierungen (Jahr, Titel, , Platzierungen, Wochen, Auszeichnungen, Anmerkungen) | Anmerkungen                                               |
| Jahr | Titel               | DE | CH | UK | Anmerkungen                                               |
| ---- | ------------------- | --- | --- | --- | --------------------------------------------------------- |
| 2000 | Go Let It Out       | DE31 (6 Wo.)DE | CH23 (10 Wo.)CH | UK1 Gold · (13 Wo.)UK | Erstveröffentlichung: 7. Februar 2000 Verkäufe: + 400.000 |
| 2000 | Who Feels Love?     | DE94 (1 Wo.)DE | CH66 (3 Wo.)CH | UK4 (9 Wo.)UK | Erstveröffentlichung: 17. April 2000                      |
| 2000 | Sunday Morning Call | — | — | UK4 Silber · (8 Wo.)UK | Erstveröffentlichung: 3. Juli 2000 Verkäufe: + 200.000    |

## Rezeption
Auch die Kritiken fielen durchwachsen aus. Zwar wurden die neuen Klangspiele und das Fehlen überproportionierter Gitarrenspuren als Schritt in die richtige Richtung begrüßt, doch missfielen vor allem allzu simples Songwriting wie auf „I Can See a Liar“ oder „Little James“, das Zurückgreifen auf alte Wall-Of-Sound-Strategien wie in „Gas Panic!“, „Put Yer Money Where Yer Mouth Is“ wenn die Überraschungsmomente in den Songs fehlten sowie insgesamt die mangelnde Modernität des Sounds, der trotz elektronischer Klänge zu sehr an die psychedelische Musik der 70er Jahre angelehnt ist.
In der Q-Ausgabe vom April 2006 ist Standing on the Shoulder of Giants das einzige Oasis-Album das in der Liste der „50 worst albums of all time“ (50 schlechtesten Alben aller Zeiten) auftaucht. Es belegt Rang 46 und wurde als „the low point of their fallow years“ bezeichnet, obwohl das Album zum Zeitpunkt seiner Veröffentlichung eine gute Kritik vom Magazin erhielt und sogar in der Liste der „50 Best Albums of 2000“ (50 besten Alben von 2000) vertreten war. Noel Gallagher kommentierte den Eintrag in die Liste der schlechtesten Alben mit: „Even though it wasn’t our finest hour, it’s a good album born through tough times. I worked harder on that album than anything before and anything since.“ („Obwohl es nicht zu unseren Sternstunden gehört, ist es ein gutes Album, entstanden in schwierigen Zeiten. Ich habe härter an diesem Album gearbeitet als an allen vorigen und späteren.“)
Bis heute verteidigt Noel Gallagher die Texte der Songs, die seiner Meinung nach zu den besten seiner Karriere gehören.
Der Bandchef ist sich bewusst, dass der Misserfolg von Standing on the Shoulder of Giants für ein weiteres Schwinden der Anhänger und des allgemeinen Zuspruchs verantwortlich ist. Die Band stand in Gefahr zu einem sogenannten Rock-Dinosaurier zu werden, der zwar die Stadien füllt, aber keine bedeutenden Alben mehr produziert. Die Presse sah abermals das Ende der Band kommen, als Noel die Tour nach einer Schlägerei mit seinem Bruder in Barcelona abbrach und mit Oasis nur noch auf britischem Territorium auftreten wollte. Doch auch diese Schwierigkeiten wurden überwunden, und mit einigen Jahren Abstand bedauert Noel Gallagher es, zu viel auf einmal an Oasis geändert haben zu wollen, was vermutlich nur den Abstieg in der Gunst des Öffentlichkeit förderte.

## Kommerzieller Erfolg

### Chartplatzierungen
| ChartsChartplatzierungen       | Höchstplatzierung | Wochen |
| ------------------------------ | ----------------- | ------ |
| Deutschland (GfK)              | 5 (8 Wo.)         | 8      |
| Österreich (Ö3)                | 3 (9 Wo.)         | 9      |
| Schweiz (IFPI)                 | 3 (13 Wo.)        | 13     |
| Vereinigte Staaten (Billboard) | 24 (8 Wo.)        | 8      |
| Vereinigtes Königreich (OCC)   | 1 (36 Wo.)        | 36     |

| ChartsJahrescharts (2000)    | Platzierung |
| ---------------------------- | ----------- |
| Schweiz (IFPI)               | 84          |
| Vereinigtes Königreich (OCC) | 26          |

### Auszeichnungen für Musikverkäufe
Das Album ist mit über 310.000 Exemplaren in der ersten Woche mit Platin ausgezeichnet worden und ist zugleich das sechst-schnellstverkaufte der britischen Chartgeschichte. Obgleich es das vierte Nummer-eins-Album der Band im Vereinigten Königreich ist, blieb es das bis dato kommerziell schwächste Studioalbum mit knapp drei Millionen verkauften Tonträgern weltweit.
| Land/Region                  | Auszeichnungen für Musikverkäufe (Land/Region, Auszeichnung, Verkäufe) | Verkäufe  |
| ---------------------------- | ---------------------------------------------------------------------- | --------- |
| Europa (IFPI)                | Platin                                                                 | 1.000.000 |
| Finnland (IFPI)              | —                                                                      | (10.512)  |
| Japan (RIAJ)                 | Platin                                                                 | 200.000   |
| Mexiko (AMPROFON)            | Platin                                                                 | 150.000   |
| Neuseeland (RMNZ)            | Gold                                                                   | 7.500     |
| Schweden (IFPI)              | Gold                                                                   | (40.000)  |
| Schweiz (IFPI)               | Gold                                                                   | (25.000)  |
| Spanien (Promusicae)         | 2× Platin                                                              | (200.000) |
| Vereinigtes Königreich (BPI) | 2× Platin                                                              | (600.000) |
| Insgesamt                    | 3× Gold · 7× Platin ·                                                  | 1.357.500 |

Hauptartikel: Oasis/Auszeichnungen für Musikverkäufe